# Ceràmica de Boquique

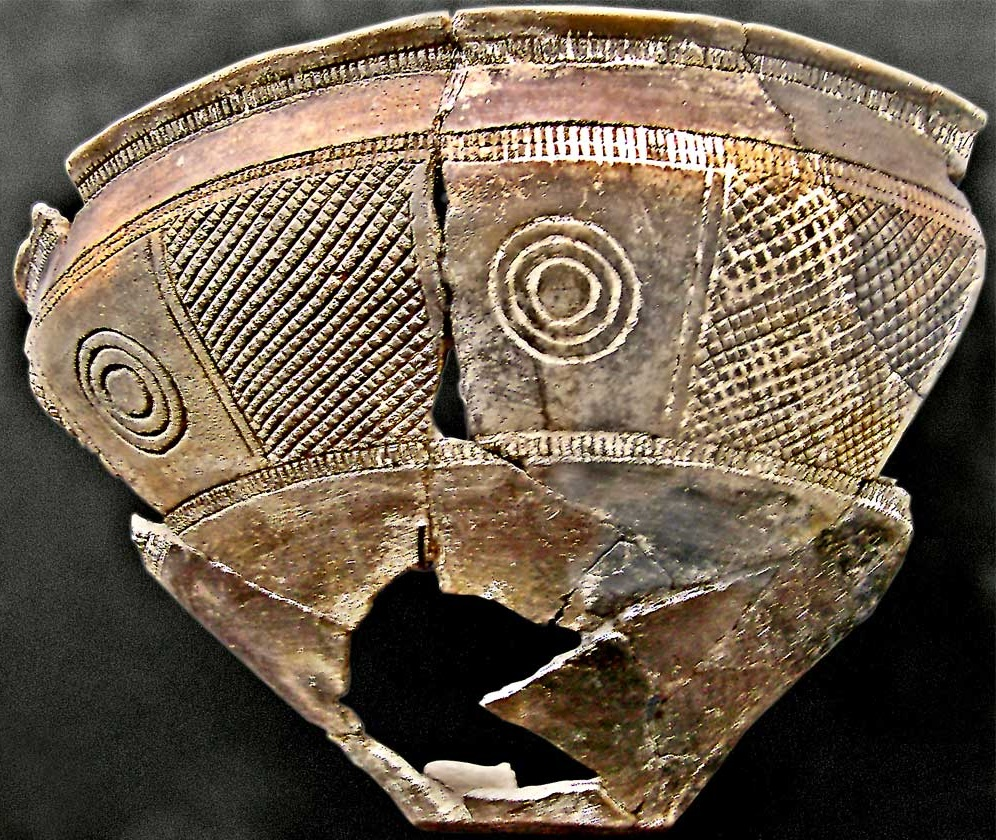
Atuell de la cova de Boquique a Plasència, representatiu de la ceràmica de Cogotas, amb decoració farcida de pasta blanca procedent de la inhumació de San Román de Hornija, província de Valladolid (bronze final, cultura de Cogotas I, 1100-800 ae)

La ceràmica de Boquique o de punt i ratlla, és el conjunt d'obres de terrisseria prehistòrica trobades a la península Ibèrica, les Illes Balears i alguns jaciments d'Europa central. El dibuix superficial de punt i ratlla que caracteritza aquesta tècnica decorativa doble o mixta, es feia puntejant amb un punxó o algun tipus de serra dentada, traços petits i successius al llarg d'una línia incisa contínua, «donant l'aspecte d'un cosit».
La ceràmica de Boquique s'associa especialment a la produïda per la cultura de Cogotas I, que dona nom al conjunt de comunitats assentades a l'altiplà peninsular durant el bronze final. Com han estudiat Bosch Gimpera, García Faria, María Dolores Fernández-Posse i Caro Bellido, però, es troba en etapes molt dispars des del Neolític, passant per l'edat de bronze i arribar a l'edat de ferro. Aquesta ceràmica sol caracteritzar els primers jaciments neolítics de la zona centreoccidental de la península Ibèrica, tant a l'Alentejo com a Extremadura.
El seu nom prové del lloc on se'n trobaren les primeres restes arqueològiques, la cova de Boquique, a 2 km al nord-oest de la ciutat de Plasència. Les primeres troballes se'n publicaren al 1873: Vicente Paredes Guillén, en la seua obra Història dels tramontans celtibers, tot i que la ceràmica d'aquesta cova no es popularitzaria fins al 1915 gràcies a una publicació de Pere Bosch i Gimpera.